# Janus quinase

O sistema JAK-STAT consiste em três componentes principais: (1) um receptor (verde), que penetra na membrana celular; (2) Janus quinase (JAK) (amarelo), que se liga ao receptor, e; (3) Transdutor de Sinal e Ativador de Transcrição (STAT) (azul), que transporta o sinal para o núcleo e DNA. Os pontos vermelhos são fosfatos. Depois que a citocina se liga ao receptor, JAK adiciona um fosfato (fosforila) ao receptor. Isso atrai as proteínas STAT, que também são fosforiladas e se ligam umas às outras, formando um par (dímero). O dímero move-se para o núcleo, liga-se ao DNA e causa a transcrição de genes. As enzimas que adicionam grupos fosfato são chamadas de proteínas quinases.

Janus quinase (JAK) é uma família de tirosina quinases intracelulares não receptoras que transduzem sinais mediados por citocinas através da via JAK-STAT.  Janus quinases são um dos importantes mecanismos de transmissão de sinais de comunicação do reino animal. Eles pegam sinais que vêm de células externas e passam a informação para moléculas internas.
Algumas mutações que prejudicam as Janus quinases podem reduzir severamente a capacidade do corpo de combater a infecção, causando uma condição praticamente idêntica à “doença do menino bolha”. E quando falhas genéticas e sinais exagerados aceleram demais as quinases, o resultado pode ser câncer no sangue, como leucemia, e doenças alérgicas ou autoimunes. Um estudo de 2022 mostrou que a estrutura de um complexo receptor de citocina Janus quinase revelou a base para a ativação dimérica.

## Nome
O nome é tirado do deus romano de duas faces dos começos, finais e dualidade, Janus, porque os JAKs possuem dois domínios de transferência de fosfato quase idênticos. Um domínio exibe a atividade de quinase, enquanto o outro regula negativamente a atividade de cinase do primeiro.  Elas foram inicialmente chamadas de  "just another kinase" (apenas outra quinase)" 1 e 2 (já que eram apenas duas das muitas descobertas em uma tela de quinases baseada em PCR), mas foram finalmente publicadas como "Janus kinase".

## Família
Os quatro membros da família JAK são:
- Janus quinase 1 (JAK1)
- Janus quinase 2 (JAK2)
- Janus quinase 3 (JAK3)
- Tirosina quinase 2 (TYK2)